# فرانکو گاسپاری
فرانکو گاسپاری (ایتالیایی: Franco Gasparri؛ ‏ ۳۱ اکتبر ۱۹۴۸ – ۲۸ مارس ۱۹۹۹) یک هنرپیشه اهل ایتالیا بود.
از فیلم‌ها یا برنامه‌های تلویزیونی که وی در آن نقش داشته‌است می‌توان به سامسون و درندگان اشاره کرد.